# Afrogyrus rodriguezensis
Afrogyrus rodriguezensis é uma espécie de gastrópode  da família Planorbidae.
É endémica da Maurícia.